# فهرس بالمقالات المتعلقة بهندسة المعدات الطبية
المقالات تتعلق بتخصص هندسة طبية حيوية و هي تتضمن:

## القائمة 1
قلب صناعي، صمام قلبي اصطناعي،الذكاء الاصطناعي في المجال الصحي،طرف صناعي،منظم ضربات القلب الطبيعي،مزيل الرجفان الخارجي الآلي

## القائمة 2
هندسة طبية حيوية،قرحة فراش، إلكترونيات حيوية، كيمياء حيوية، حاسوب العقل الوسيط، مجتمع المهندسين الطبيين، تقانة حيوية، هندسة إلكترونيات حيوية، عيادة مايو، تصوير تشخيصي طبي،علم الأحياء،معلوماتية حيوية، ميكانيكا حيوية، مخطط عن الكيمياء الحيوية

## القائمة 3
هندسة سريرية، زراعة القوقعة،نظارة طبية، عكاز

## القائمة 4
غسيل كلوي

## القائمة 5
هندسة وراثية، الجينات

## القائمة 6
الرعاية الصحية، المجازة القلبية الرئوية، مراقب معدل ضربات القلب

## القائمة 7
زراعة الأعضاء، مقوم نظم القلب مزيل الرجفان القابل للزرع

## القائمة 8
تطبيقات الليزر في الطب

## القائمة 9
تصوير بالرنين المغناطيسي، تعويضات سنية، معدات طبية، علم الموائع الدقيقة

## القائمة 10
هندسة نانوية، هندسة الأعصاب، التقنية العصبية،

## القائمة 11
علم الأدوية، جراحة ترقيعية، تصوير مقطعي بالإصدار البوزيتروني، تخطيط النوم

## القائمة 12
زراعة قرنية، تبديل مفصل، هندسة الوثوقية

## القائمة 13
خلايا جذعية

## القائمة 14
هندسة أنسجة

## القائمة 15
الأشعة السينية